# Лукашук, Олег Григорьевич
Олег Григорьевич Лукашук (укр. Олег Григорович Лукашук; род. 1 июня 1951, село Рожична, Шепетовский район, Хмельницкая область, Украинская ССР, СССР) — украинский политик. Народный депутат Украины. Член партии «Батькивщина».

## Образование
Окончил Львовский политехнический институт, «Промышленное и гражданское строительство», инженер-строитель (1973) и Межрегиональную академию управления персоналом, юридический факультет, «Правоведение».

## Карьера
- 1973—1975 — служба в СА.
- 1976—1977 — инженер Хмельницкого филиала «Укрдипросельстрой».
- 1977—1980 — инженер СУ «Жилстрой», г. Хмельницкий; мастер Нижневартовского управления буровых работ № 2 Тюменской области, Россия.
- 1980—1985 — инженер техотдела, ревизор Хмельницкой областной конторы Промстрйобанка.
- 1986—1988 — строитель Александровского РСУ-3 «Томскремстроя».
- 1988—1991 — заместитель председателя кооператива «Гладиолус».
- 1992—1995 — директор МПП «Явір».
- 1994—2000 — директор производственного коммерческого предприятия «Явір-Інвест».
- 1995—2002 — заместитель директора, директор производственно-коммерческого ЧП «Явір-Транс».
- 1998—2002 — генеральный директор концерна «Русь».
- 2000—2002 — заместитель директора производственного коммерческого предприятия «Явір-Інвест».
- 14 мая 2002 — 25 мая 2006 — народный депутат Украины IV созыва по избирательному округу № 188 Хмельницкой области, выдвинут СДПУ(о). Член Комитета по вопросам финансов и банковской деятельности. Член фракции СДПУ(о) (май 2002 — декабрь 2004), внефракционный (декабрь 2004 — март 2005), член фракции БЮТ (с марта 2005).
- 2005—2006 — вице-президент Тендерной палаты Украины.
- 25 мая 2006 — 12 июня 2007 — народный депутат Украины V созыва от Блока Юлии Тимошенко, № 114 в списке. Член Комитета по вопросам финансов и банковской деятельности.
- 23 ноября 2007 — 12 декабря 2012 — народный депутат Украины VI созыва от Блока Юлии Тимошенко, № 101 в списке. Председатель подкомитета по вопросам государственного регулирования бухгалтерского учёта и отчётности, аудиторской деятельности Комитета по вопросам экономической политики.
- С 12 декабря 2012 — 27 ноября 2014 — народный депутат Верховной Рады Украины VII созыва, избран по избирательному округу № 187 от партии Всеукраинское объединение «Батькивщина»; по результатам голосования набрал 40,34 % голосов избирателей. В Верховной раде стал первым заместителем Председателя Комитета по вопросам экологической политики, природопользования и ликвидации последствий Чернобыльской катастрофы.